# Большое Борисово
Большое Борисово — село в Суздальском районе Владимирской области России, входит в состав Селецкого сельского поселения.

## География
Село расположено в 19 км на северо-восток от райцентра города Суздаль.

## История
По своему происхождению село Борисово весьма древнее и исторические свидетельства о нем относятся к началу XVI столетия. В «Разъезжей Володимирских писцов Романа Игнатьевича Образцова» 1500 года оно упоминается о спорном лугу... по реке Нерли великого князя с крестьянами села Борисовского. Отсюда также видим, что Борисово было великокняжеской вотчиной. Церковь в селе, вероятно, также древняя, как и само село; по крайней мере, в 1500 году она существовала, иначе Борисово не именовалось селом. В «Историч. собрании о гражданах Суздаля» А. Федорова село Борисово значится самостоятельным приходом Суздальской епархии. А из местных церковных документов видно, что церковь была в честь святого и чудотворного Николая и именовалась Никольскою; зданием была деревянная, с деревянною же колокольнею. Эта церковь существовала до 1800 года, когда была отстроена и освящена ныне существующая каменная церковь, с одним престолом в честь святого и чудотворного Николая, колокольня при ней каменная же. Теплая церковь, каменная, построена усердием прихожан в 1839 году и имеет также один престол – в честь иконы Божией Матери, именуемой «Всех Скорбящих Радость». Приход состоял из села и деревень: Субботино, Телепниха и Лотарево. В 1893 году всех дворов в приходе 186, душ мужского пола 547, женского — 587.
В конце XIX — начале XX века село входило в состав Торчинской волости Суздальского уезда.
С 1929 года село являлось центром Борисовского сельсовета Тейковского района, с 1935 года — Суздальского района, с 1965 года — в составе Торчинского сельсовета.

## Население
| 1859 | 1897 | 1905 | 1926 |
| ---- | ---- | ---- | ---- |
| 544  | 564  | 585  | 391  |

| 1859 | 1897 | 1905 | 1926 | 2002 | 2010 | 2021 |
| ---- | ---- | ---- | ---- | ---- | ---- | ---- |
| 544  | ↗564 | ↗585 | ↘391 | ↘142 | ↘112 | ↘67  |

## Достопримечательности
В селе находятся действующая Церковь иконы Божией Матери "Всех скорбящих Радость" (1839) и недействующая Церковь Николая Чудотворца (1800).